# اسراء جیجره
اسراء جیجره (عربی: إسراء جيجرة؛ انگلیسی: Isra Girgrah؛ زادهٔ ۱۶ سپتامبر ۱۹۷۱) بوکسور زن اهل ایالات متحده آمریکا زاده یمن است. وی نخستین رقابت حرفه‌ای خویش را در ۱۴ فوریه ۱۹۹۵ در لوئیزیانا انجام داد.

## آمار بوکس حرفه‌ای
| خلاصه بوکس حرفه‌ای |        |        |
| ۳۳ مبارزه         | ۲۸ بُرد | ۳ شکست |
| با ناک‌اوت         | ۱۱     | ۱      |
| با تصمیم داور     | ۱۷     | ۲      |
| تساوی‌ها           | ۲      | ۲      |